# HAT-P-8b

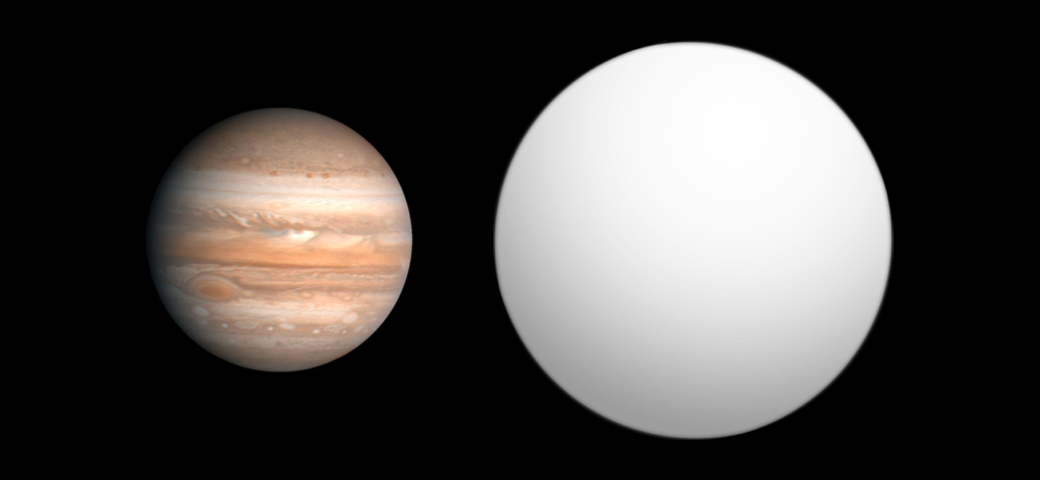
HAT-P-8b comparado a Júpiter, o maior planeta do sistema solar.

HAT-P-8b é um planeta extrassolar que orbita a estrela HAT-P-8 (GSC 02757-01152), localizada a aproximadamente 750 anos-luz da Terra na constelação de Pegasus. Foi descoberto por trânsito em 5 de dezembro de 2010. Foi o 11º planeta descoberto pelo Projeto HATNet. Sua massa e raio são aproximadamente 1,5 vezes do tamanho de Júpiter. A massa é exata uma vez que a inclinação orbital é conhecida, uma característica típica de planetas de trânsito.
HAT-P-8b considerado um Júpiter quente porque é parecido com Júpiter em tamanho e composição e tem um semieixo maior muito pequeno, o que deixa ele muito quente (cerca de 1000 K de temperatura). Seu semieixo maior é 20 vezes menor que o da Terra, e 8 vezes menor que o de Mercúrio. Seu período orbital é de 3,07632 ± 0,000004 dias, comparado com o terrestre de 365 dias e 6 horas.